# Třída Albion
Třída Albion je třída výsadkových lodí kategorie Amphibious Transport Dock Britského královského námořnictva. Obě postavené jednotky byly do služby zařazeny v letech 2003–2004. Jsou náhradou výsadkových lodí třídy Fearless a ve službě je doplňoval ještě nosič vrtulníků HMS Ocean. Mohou nést 300 (krátkodobě až 650) mariňáků s jejich vybavením a až 70 vozidel, včetně maximálně šesti tanků Challenger 2. Výsadek je na místo určení převezen primárně pomocí čtyř pěchotních a čtyř tankových vyloďovacích člunů, sekundárně pomocí transportních vrtulníků.
V listopadu 2024 byl zveřejněn záměr na předčasné vyřazení obou jednotek třídy Albion. Vyřazeny mají být do konce roku 2024, tedy o přibližně dekádu dříve, než bylo původně plánováno. Vzniklou mezeru ve schopnostech královského námořnictva mají na počátku 30. let 21. století zaplnit plánovaná plavidla Multi-Role Support Ships (MRSS).
Dne 2. dubna 2025 byl na výstavě LAAD Defence & Security 2025 v Riocentru v Rio de Janeiru podepsán dopis o záměru budoucího převodu plavidel třídy Albion mezi britským a brazilským námořnictvem. Dokument představuje základ pro další jednání o případném převodu obou plavidel.

## Stavba
Obě dvě výsadkové lodě této třídy postavila loděnice BAE Systems v Barrow-in-Furness.
Jednotky třídy Albion:
| Jméno             | Spuštěna           | Vstup do služby | Status  |
| ----------------- | ------------------ | --------------- | ------- |
| HMS Albion (L14)  | 9. března 2001     | 19. června 2003 | aktivní |
| HMS Bulwark (L15) | 15. listopadu 2005 | 28. dubna 2005  | aktivní |

## Konstrukce

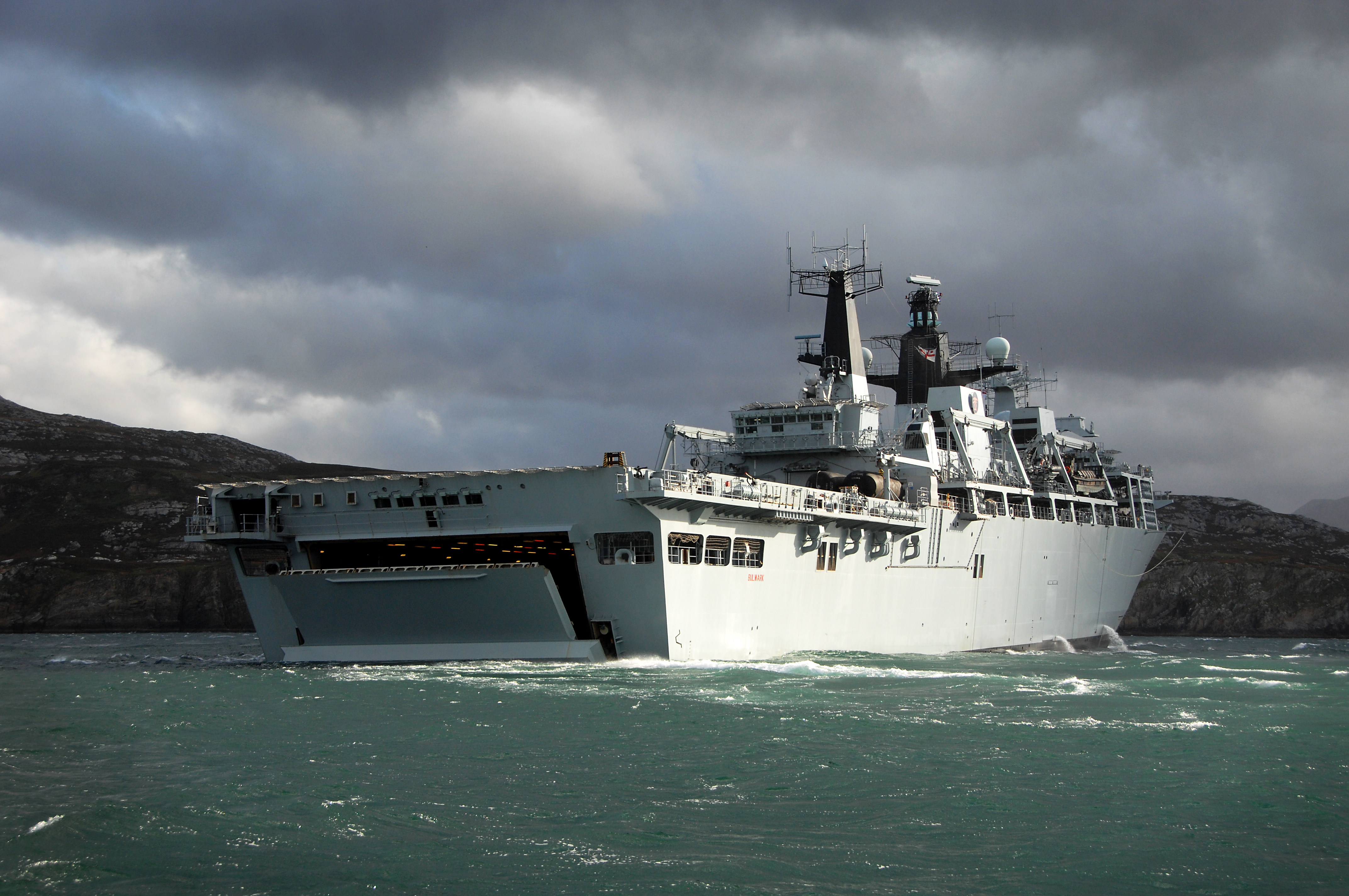
HMS Bulwark (L15)

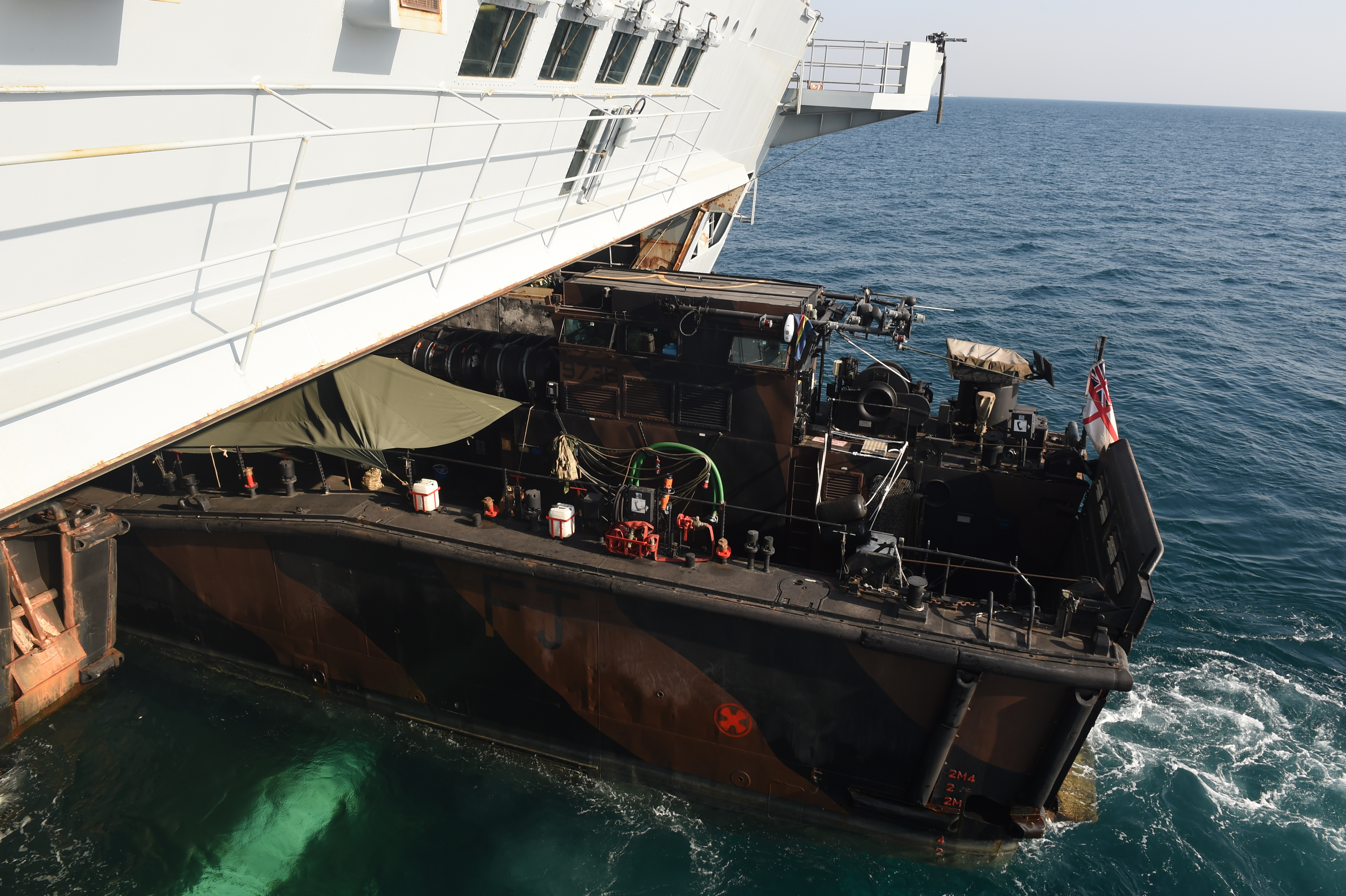
Vyloďovací člun vplouvá do doku HMS Bulwark (L15)

V přední části lodí je nástavba a sklady, zatímco v zadní části je palubní dok pro vyloďovací čluny a nad ním přistávací plocha pro vrtulníky (jeden těžký či dva střední). Obě lodi jsou též moderně vybaveny pro velení výsadkovým operacím. Posádku tvoří 325 námořníků. Z lodí operuje osm vyloďovacích člunů. Čtyři čluny typu LCVP Mk 5 jsou neseny na jeřábech a unesou 35 vojáků či dva nákladní vozy. Čtyři větší čluny LCU Mk 10 jsou neseny v doku a unesou také jeden hlavní bitevní tank Challenger 2. Albion a Bulwark mohou nést 300 (krátkodobě až 650) mariňáků s jejich vybavením a až 70 vozidel, včetně tanků.
Obrannou výzbroj dva nizozemské systémy blízké obrany Goalkeeper CIWS s 30mm rotačním kanónem, které doplňují dva 30mm dvojkanóny. Z přistávací paluby mohou operovat zejména vrtulníky typů Chinook, Westland Sea King či Merlin. Na palubě třídy Albion není hangár.
Pohonný systém je dieselelektrické koncepce. Tvoří ho dva diesely Wartsila Vasa 4R 32E a dva elektromotory Wartsila Vasa 16V 32E. Lodní šrouby jsou dva. Nejvyšší rychlost je 18 uzlů. Dosah je 8000 námořních mil při 18 uzlech.